# Mompiano
Mompiano (Mompià in dialetto bresciano) è un quartiere di Brescia, già comune autonomo fino al 1880.

## Geografia fisica
L'area del quartiere è delimitata a nord, da via Conicchio e dal confine comunale con Bovezzo e con Nave; a est, dal territorio montuoso del monte Maddalena; a ovest, da via Triumplina, parte dell'ex statale delle Tre valli; a sud, dallo Ospedale Civile, da via Riccobelli e dalla parte pedemontana della Maddalena appartenente al quartiere di San Rocchino.
La parte settentrionale del territorio è dominata dalla collina del Monte San Giuseppe (393 m), mentre quella orientale corrisponde a una parte della fascia pedemontana del Monte Maddalena. Il resto del territorio è pianeggiante. Il torrente Garza attraversa la parte occidentale del quartiere, mentre il canale Celato, derivato dal fiume Mella, corre nella zona centrale.

## Origine del nome
Il toponimo deriva da Monte Plano che designerebbe il territorio pianeggiante delimitato dal colle San Giuseppe, a nord, e dal Monte Maddalena, a sud e a est.

## Storia
L'area occupata dall'attuale quartiere fu bonificata dall'intervento dei monaci benedettini del cenobio di san Faustino maggiore nell'XI secolo. In epoca medievale, Mompiano fece parte delle "chiusure" di Brescia: tra le aree abitate al di fuori della cinta muraria, ma sottoposta agli statuti comunali della città. Nel Quattrocento, fu inserita tra le quadre di San Faustino, come ottava in ordine di numero.
Di Mompiano è originario il francescano Giovanni Bodeo che il 15 febbraio 1611 fu martirizzato a Praga dai protestanti insieme ad altri colleghi. Furono proclamati beati da papa Benedetto XVI.
Alla fine del Settecento, l'arrivo dei rivoluzionari francesi portò alla costituzione della repubblica Bresciana (1797) presto sostituita dalla Cisalpina (1797-1802) e dall'Italiana (1802-1805). Nel 1797, Mompiano fu indicato come luogo appartenente alle "Chiusure a mattina della Garza fuori di Porta Pile" del Cantone di Garza Orientale. Nel settembre 1798, fu definito come comune appartenente al Dipartimento del Mella.
A seguito della riorganizzazione della Repubblica in Regno d'Italia, nel giugno 1805 il comune di Mompiano fu soppresso e aggregato al comune di Brescia.
Riottenne l'autonomia comunale il 1º maggio 1816, con la riorganizzazione amministrativa del Regno Lombardo-Veneto prevista dalla notificazione 12 febbraio 1816. Appartenne al I Distretto della Provincia di Brescia. Il confine del comune era più esteso di quello dell'odierno quartiere, perché occupava tutta l'area nord-orientale dell'attuale comune di Brescia: a nord, comprendeva il Conicchio e a sud la Pusterla, arrivando fino alle pendici del colle Cidneo.
Dopo l'esito della Battaglia di Solferino e San Martino e secondo quanto previsto dalla legge Rattazzi, San Bartolomeo mantenne l'autonomia comunale sia sotto il Regno di Sardegna (1859-61) sia sotto il Regno d'Italia. Nella nuova riorganizzazione amministrativa fu inserito nel III III Mandamento e nel I Circondario della nuova Provincia di Brescia. Negli anni Settanta dell'Ottocento, la politica locale discusse la necessità di accorpare i comuni delle chiusure, tra cui Mompiano, al capoluogo. Nonostante le resistenze delle amministrazioni comunali del suburbio, i comuni furono soppressi e i territori assegnati a Brescia.
Nel Novecento, la frazione di Mompiano ebbe l'illuminazione elettrica, ottenne l'ampliamento delle scuole e fu servita, dal 1915 fino al secondo dopoguerra, da una linea tranviaria. A partire dagli anni Cinquanta fu oggetto di successive urbanizzazioni che ridussero le aree rurali: si segnalano le edificazioni del villaggio Giorgio Montini, costruito secondo i dettami di Ottorino Marcolini, e del quartiere «Europa 70».
Nel marzo 1967, a Mompiano fu uno il secondo quartiere della città dove si costituì un comitato, dopo l'esperienza di San Polo. Questi organismi, del tutto spontanei, chiedevano alla Giunta Boni un riconoscimento ufficiale e la disponibilità di mezzi e strumenti per partecipare alla stesura del bilancio comunale e per intervenire nelle decisioni urbanistiche a carattere locale. Il dibattito fu stimolato dalla nascita in altri quartieri di nuovi comitati, arrivando all'istituzione dei consigli di quartiere: organismi elettivi ufficiali previsti dallo Statuto. Nel luglio 1972, il consiglio comunale ne votò l'istituzione suddividendo la città in trenta quartieri. I nuovi consigli si insediarono in tempi diversi tra il 1973 e il 1974 e per un periodo sperimentale di diciotto mesi: le elezioni di quello di Mompiano si tennero il 16 dicembre 1973.
Nel 1977, la Giunta Trebeschi recepì la legge 278/1976, riorganizzando i quartieri in nove circoscrizioni. Mompiano fu assegnato alla Seconda circoscrizione, assieme a Crocifissa di Rosa, San Rocchino-Costalunga e Villaggio Prealpino. Nel 1989, alcuni componenti dell'originario comitato di quartiere di fine anni Sessanta si organizzarono per evitare la trasformazione di un'area verde in parcheggio per il vicino Stadio. Le loro iniziative portarono alla costituzione del «Parco Castelli» nella prima metà degli anni Novanta.
Nel 2007, la Giunta Corsini ridusse il numero delle circoscrizioni portandole da nove a cinque e Mompiano fu assegnato alla nuova Circoscrizione Nord. Sette anni dopo, a seguito dell'abolizione delle circoscrizioni per i nuovi limiti imposti dalla legge 191/2009, la Giunta Del Bono decise di ricostituire gli organismi di rappresentanza dei quartieri. Le prime elezioni del consiglio di quartiere si tennero in tutta la città il 14 ottobre.

## Monumenti e luoghi d'interesse

### Architetture religiose

Facciata della chiesa di Santa Maria a Mompiano

- Chiesa di sant'Antonio Abate, annessa all'istituto canossiano
- Chiesa di sant'Antonino, edificata nel Trecento
- Chiesa di san Calimero
- Chiesa di san Cristoforo, annessa alla chiesa di sant'Antonino, risale all'XI secolo
- Chiesa di san Gaudenzio, chiesa parrocchiale del quartiere
- Chiesa di santa Maria, originaria chiesa parrocchiale di Mompiano
- Chiesa del santo Crocifisso, annessa al cenobio delle Ancelle della carità

### Architetture civili

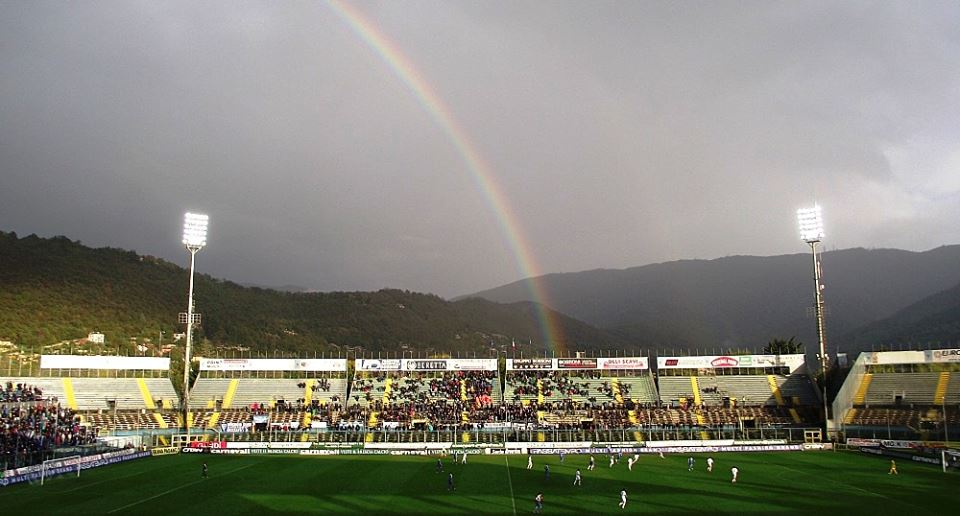
Veduta dalla tribuna dello stadio Mario Rigamonti

- Acquedotto di Mompiano, la condotta originaria fu costruita sotto l'amministrazione del re longobardo Desiderio e poi completamente ricostruita in ghisa nel 1902
- Stadio Mario Rigamonti, dal 1959 è utilizzato dal Brescia Calcio

### Parchi
- Parco Benedetto Castelli, istituito negli anni Novanta, su richiesta di alcuni abitanti del quartiere[16]
- Parco Croce Rossa italiana

## Cultura
Presso il quartiere hanno sede le facoltà di medicina e d'ingegneria dell'Università degli Studi di Brescia e il secondo campus dell'Università Cattolica di Brescia.
Mompiano è servito dalla scuola primaria Cesare Arici e dalla scuola secondaria di primo grado Virgilio. Nel quartiere ha sede l'ITC Astolfo Lunardi.

## Società

### Religione

Chiesa di San Gaudenzio, parrocchiale del quartiere

Nel quartiere è presente la parrocchia di san Gaudenzio, appartenente alla diocesi di Brescia.

## Infrastrutture e trasporti

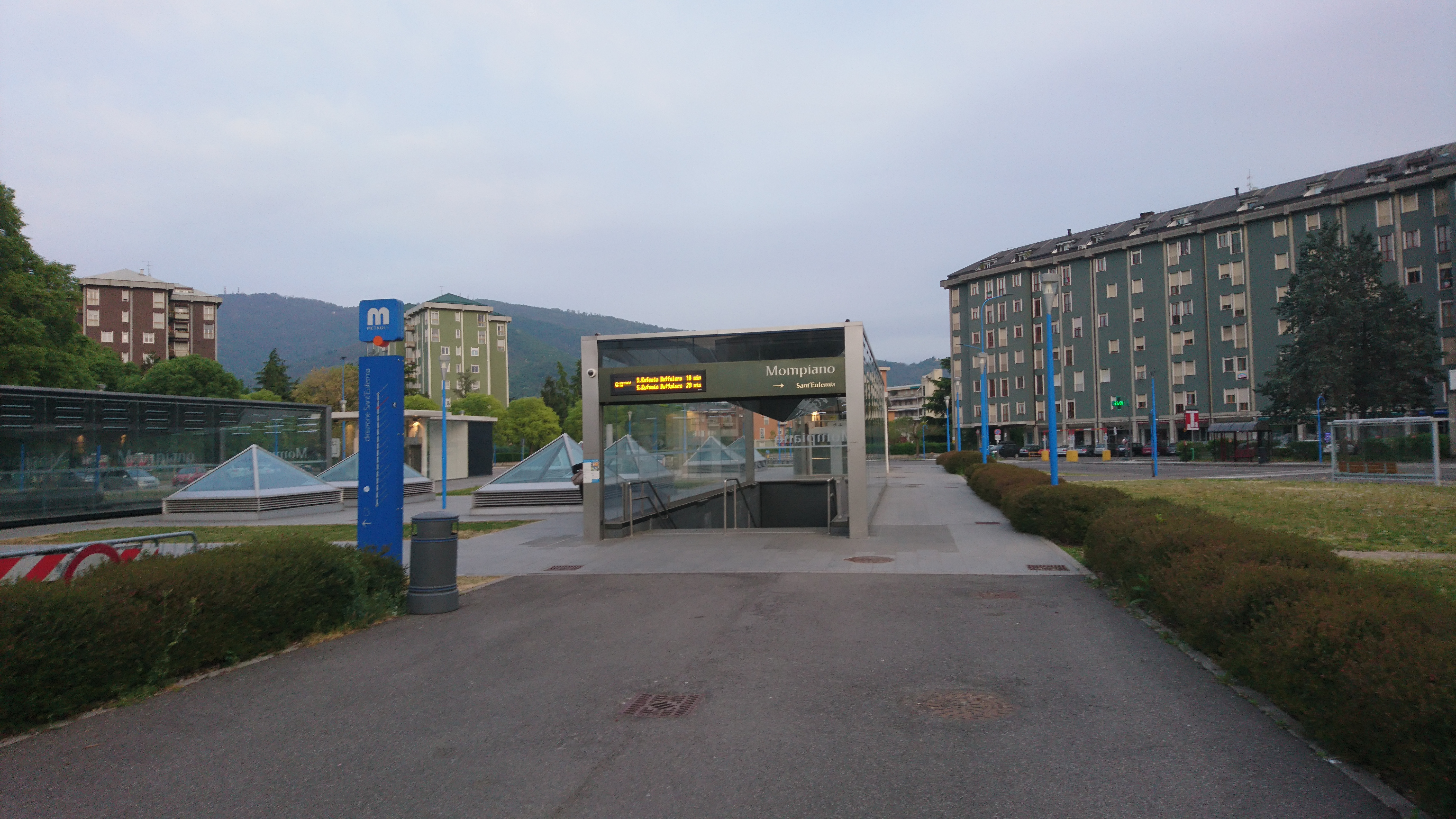
L'ingresso della stazione metropolitana di Mompiano.

Dal 1915 al secondo dopoguerra, Mompiano ebbe una linea tranviaria che la collegava a Piazza della Loggia.
Dal 2013, il quartiere è attraversato dalla metropolitana di Brescia ed è servito da due fermate: Mompiano, in Piazzale Vivanti, ed Europa, all'incrocio tra viale Europa e via Branze.
Mompiano è anche servito da due linee della rete di trasporti urbani della città: la 10 (Concesio-Poncarale) e la 15 (Villaggio Montini-Noce).

## Amministrazione

### Sindaci del Regno d'Italia
| Periodo | Periodo | Primo cittadino | Partito          | Carica  | Note   |
| ------- | ------- | --------------- | ---------------- | ------- | ------ |
| 1860    | 1862    | Pietro Zanetti  |                  | Sindaco | [ 22 ] |
| 1862    | 1864    | Giovanni Galli  |                  | Sindaco | [ 23 ] |
| 1864    | 1880    | Paolo Riccardi  | Sinistra storica | Sindaco | [ 24 ] |

### Storia locale
- Lisa Cesco, Diego Serino, 30 anni di partecipazione: l'esperienza delle circoscrizioni a Brescia. Circoscrizione Nord, Brescia, Comune di Brescia, 2010.
- Maurillio Lovatti, Marco Fenaroli, Governare la città. Movimento dei quartieri e forze politiche a Brescia 1967-77, Brescia, Nuova ricerca editrice, 1978.
- Le elezioni dei Consigli di Quartiere a Brescia nel 2014 (PDF), su comune.brescia.it. URL consultato il 16 gennaio 2021 (archiviato dall'url originale il 13 giugno 2022).
- Gianpiero Belotti, Mario Baldoli, Una corsa lunga cent'anni - Storia dei trasporti pubblici di Brescia dal tram a cavalli al progetto Metrobus, Brescia, Fondazione Civiltà Bresciana, 1999, ISBN 88-86670-13-3.

### Storia amministrativa
- Mompiano, su LombardiaBeniCulturali, Regione Lombardia.
- Raccolta dei decreti del Governo provvisorio bresciano e di altre carte pubblicate a quell'epoca colle stampe. Volume secondo, Brescia, Tipografia dipartimentale del Mella, 1804.
- Raccolta delle leggi, proclami, ordini ed avvisi nell'anno VI Repubblicano. Tomo V, Milano, Luigi Velandini, 1798.
- Raccolta delle leggi, proclami, ordini ed avvisi nell'anno VII Repubblicano. Tomo VI, Milano, Luigi Velandini, 1798.
- Bollettino delle leggi del Regno d'Italia. Parte Prima. Dal I gennaio al 30 giugno 1805, Milano, Stamperia Reale, 1805.
- Atti del Governo di Lombardia. Parte Prima. Dal 1° Gennajo al 30 Giugno 1816, Milano, Imperial Regia Stamperia, 1816.
- Collezione celerifera delle leggi, decreti, istruzioni e circolari pubblicate nell'anno 1859, Torino, Stamperia Reale, 1860.